# Douwe Wijbrands
Douwe Wijbrands (ur. 9 października 1884 w Hindeloopen, zm. 17 listopada 1970 w Amsterdamie) – holenderski zapaśnik walczący w stylu klasycznym. Olimpijczyk z Londynu 1908, gdzie zajął dziewiąte miejsce w wadze półciężkiej.

## Turniej wLondynie 1908
| Konkurencja          | Walki                  | Walki                 | Klas. końcowa |
| Konkurencja          | Przeciwnik I           | Przeciwnik II         | Miejsce       |
| -------------------- | ---------------------- | --------------------- | ------------- |
| 93 kg styl klasyczny | György Luntzer (HUN) Z | Fritz Larsson (SWE) P | 9.            |